# Benzaie
Benjamin Daniel dit Benzaie (/ˈbɛnzaɪ/) est un vidéaste et acteur français né le 29 septembre 1987 à Niort (Deux-Sèvres).
Il est surtout connu pour les vidéos qu'il réalise et diffuse sur YouTube. Portant essentiellement autour du jeu vidéo, les émissions sont surtout des critiques humoristiques, à l'instar de son émission phare le Hard Corner, avec une importante part accordée au retrogaming. Il a également créé ou participé à des séries, courts-métrages et un long-métrage.

## Biographie
Benjamin Daniel est né le 29 septembre 1987 à Niort dans les Deux-Sèvres.
Benjamin Daniel se passionne dès son enfance pour les jeux vidéo, ayant commencé dès l'âge de deux ans avec l'Oric Atmos puis l'Atari ST de son grand-père. Benjamin Daniel a fait des études d'anglais à l'université de Poitiers avec alors pour but de devenir professeur. Il est notamment assistant en langue française dans une école en Angleterre durant une année. Il travaille ensuite un temps comme traducteur indépendant et pour un magasin de jeux vidéo,.
Benzaie a commencé par faire des vidéos en anglais sur Internet en 2008, sur le site ThatGuyWithTheGlasses.com, en se concentrant notamment sur le retrogaming et en s'inspirant par exemple de The Angry Video Game Nerd. Il est ensuite passé à la création de vidéos francophones sur YouTube en 2011, époque où la concurrence est encore très faible dans cette langue,. Il a également collaboré avec la chaine de télévision Nolife. En octobre 2011, il lance sa première chaine YouTube BenzaieTV et un an plus tard sa chaine BenzaieLive qui est essentiellement composée de rediffusions de contenus en direct de sa chaine Twitch. C'est en 2014 que Benzaie adapte sa série Hard Corner en un long-métrage : Hard Corner, le film. Sur YouTube, sa chaine principale est surtout centrée sur la critique, principalement humoristique, de jeux vidéo, cinéma et de produits dérivés de ces œuvres en plus de divers autres projets.
Benzaie dit vivre confortablement de son travail depuis 2014, notamment grâce aux publicités générées par le visionnage de ses vidéos sur Machinima, ainsi que par les dons de ses abonnés, notamment par le biais de la plateforme Tipeee.
Entre 2013 et 2014, Benzaie a joué dans Le Visiteur du futur où il a incarné deux personnages : Ben, un membre des Missionnaires, et le vendeur du Coin Dur, qui parodie son personnage du vendeur du Hard Corner (« Coin Dur » étant la traduction littérale de « Hard Corner »).
Le 29 avril 2017, il fait partie de l'équipe française lors du tournoi GeForce GTX Challenge organisé par Nvidia, dans lequel des streamers de France, d'Espagne et d'Italie s'affrontent sur 6 jeux différents.
Benzaie fait partie des trente streamers présents lors du Z Event 2017 organisé par le streamer ZeratoR afin de récolter des dons pour la Croix-Rouge et ainsi venir en aide aux habitants touchés par l'ouragan Irma du 30 août 2017. Cet événement rapporta près de 450 000 euros.
En juin 2021, il fait partie d'une des équipes du A-Live Event, un stream caritatif servant à récolter des dons pour l'Institut Analgesia[source secondaire souhaitée].
En mai 2024, il fait partie de l'initiative Streamers for Palestinians, visant à récolter des dons pour Médecins du monde pour soutenir leur intervention humanitaire due à la guerre à Gaza.

### Séries notables

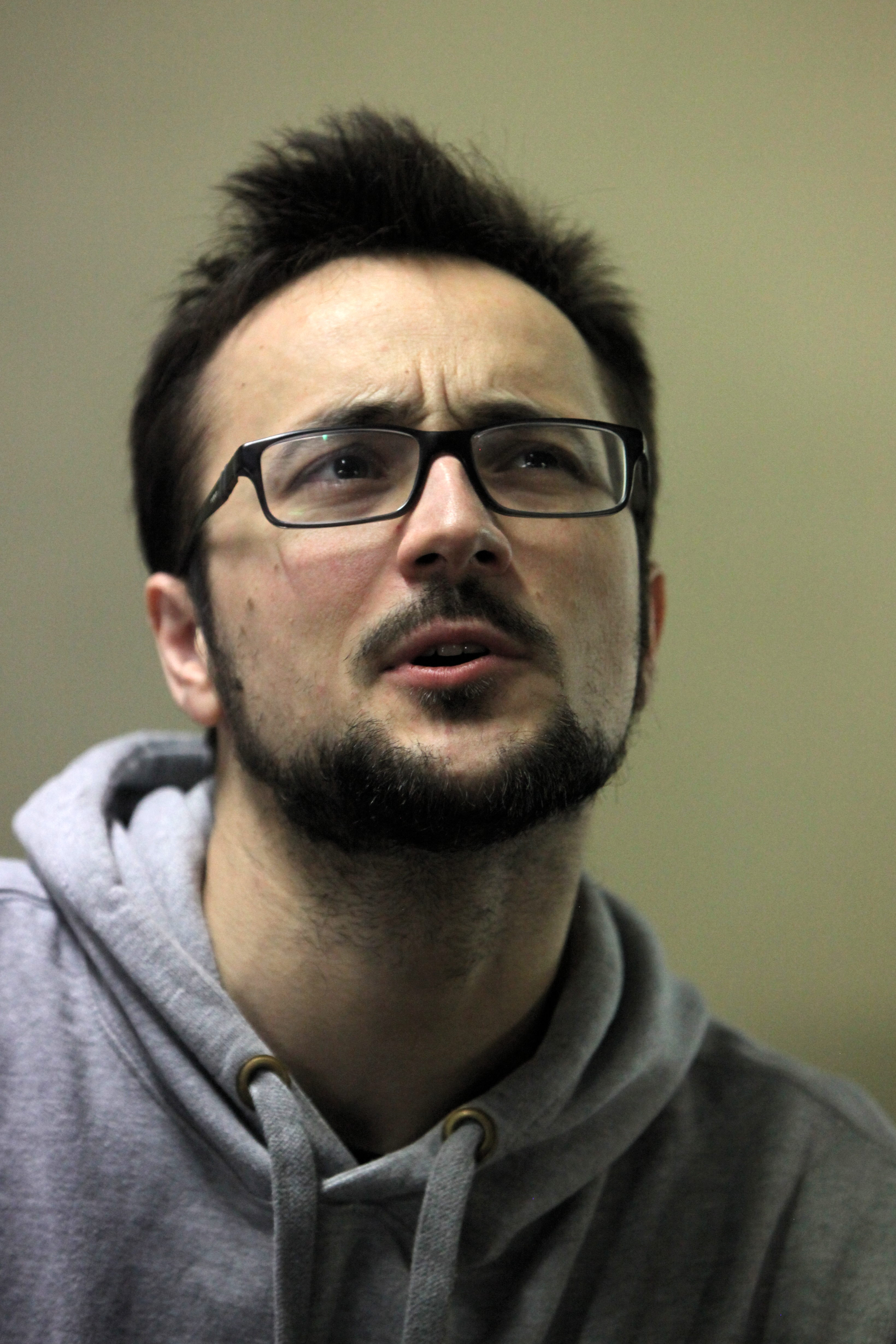
Benzaie en 2016.

#### Hard Corner
Il s'agit de sa série centrale et la plus populaire. Elle met en scène Benzaie en tant que vendeur de jeux vidéo dans son magasin, le « Hard Corner ». Le personnage est la « caricature d’un geek crado, métalleux et macho ». Vulgaire, parfois violent, il ne supporte pas les néophytes ou les invectives sur les jeux vidéo. Le déroulement d'un épisode suit toujours un plan précis : on voit d'abord un premier sketch, ayant parfois un rapport avec le reste de la vidéo, à travers le rêve ou les souvenirs de Benzaie. Puis celui-ci se réveille et nous souhaite la bienvenue dans son magasin (« Oh, bonjour et bienvenue dans le Hard Corner »). Vient ensuite le générique puis, en général, l'entrée d'un client dans le magasin. Benzaie insistera pour montrer une VHS à ce client, le contenu de la cassette étant souvent une critique d'une édition collector d'un jeu, d'une console de jeu ou d'une vieille série. Elle constitue la plupart du temps le cœur de la vidéo[source secondaire souhaitée]. Benjamin Daniel s'est notamment inspiré du film américain Clerks : Les Employés modèles pour créer cette série,.
En 2014, il réalise un long-métrage dérivé de cette série : Hard Corner, le film. Tourné à Angoulême, le film bénéficie d'une unique diffusion au cinéma dans la même ville, mais a reçu un accueil mitigé.
En juillet 2017, Benzaie créé le Mini-Corner, un format plus court de son émission[source secondaire souhaitée]. La série s'arrêtera finalement en septembre 2021.
En décembre 2021, le Hard Corner fait un retour inattendu[réf. nécessaire], après plusieurs aurevoirs des fans de l'émission. La série fut renommée "Hard Corner Z", en référence à la série télévisée Dragon Ball Z.

#### Chrono-critiques
L'émission Chrono-critiques consiste en une série de vidéos dans lesquelles Benzaie critique en moins de deux minutes un film sorti au cinéma. Certaines vidéos peuvent contenir plusieurs chrono-critiques à la suite. À l'origine, Benzaie faisait également des chrono-tests de jeux vidéo, mais ce concept a été abandonné.

### Autres travaux
Benzaie a réalisé plusieurs autres concepts, dont parmi eux les « […] en 5 secondes », courts sketchs de moins d'une minute résumant de manière caricaturale un jeu ou une série animée. Il propose également un doublage français de la série animée Starbarians de Harry Partridge, renommée Starbarbares. Il consacre par ailleurs une importante partie de son temps à des tests ou Let's Play de jeux vidéo sur la plateforme Twitch. Il a également animé sur sa chaîne Twitch des radios libres avec notamment les vedettes du cinéma pornographique Manuel Ferrara et Jessie Volt[source secondaire souhaitée].

## Filmographie

### Acteur
- 2011 : Computer and Spaceman: a true space opera : Spaceman
- 2013–2014 : Le Visiteur du futur (web-série) : Ben / le vendeur du Coin Dur
- 2014 : Hard Corner, le film : Benzaie
- 2014 : Liam Neeson VS The Avengers (court-métrage d'animation, réalisateur)
- 2015 : Avaliëa (web-série, épisode 0) : Björn
- 2017 : Porn Soup (série humoristique)
- 2017 : Le Hard Porner? : Benzaie
- 2018 : Harry Potter par Joueur du Grenier : Texas Granger
- 2019 : The Ouicheur (diptyque, co-réalisé avec Joueur du Grenier) : Geralt de Riv (jeune)
- 2020 : Le Boomceleur (co-scénariste) : le gars dur de partout
- 2020 : Point (scénariste) : Ben
- 2020 : 11 ans de JDG par Joueur du Grenier : Texas Granger
- 2021 : Vintage (web-série) : Florent Bruno
- 2021 : Brocéliande (web-série) : Pace
- 2023 : Space Game (série télé, saison 4, épisode 8)

### Doublage
- depuis 2014 : Les Starbarbares (web-série d'animation de Harry Partridge) : Fortporc (voix française)
- 2018 : Neverwinter : The Heart of Fire (jeu vidéo) : Jim Darkmagic (voix française)
- 2020 : StarFlint: The Black Hole Prophecy (jeu vidéo) : le roi des clochards
- 2020 : Le Donjon de Naheulbeuk : L'Amulette du Désordre (jeu vidéo) : Braztok / Michalon / Nerlim / le jardinier du RDC
- 2020 : Pumpkin Jack (jeu vidéo) : le narrateur
- 2020 : Trilby Pied-De-Poule, Chasseur de Monstres (animation de Harry Partridge) : Trilby Pied-De-Poule (voix française)
- 2020 : Onirism (jeu vidéo) : le vendeur du Coin des Durs
- 2020 : Bounty Battle (jeu vidéo) : le narrateur
- 2021 : Doc Abeilles (animation de Harry Partridge) : voix secondaires / Omnipotron (voix françaises)
- 2021 : Vinland Saga : voix secondaire (française)
- 2022 : L'Horreur Pokémon (animation de Harry Partridge) : le héros (voix française)

## Œuvres

### Bande dessinée
- Alexandre Arlène (scénario), Benzaie (scénario) et Sess (dessin), Bloody Harry, t. 5 : Le garçon qui n'a pas survécu, Jungle, 5 octobre 2023, 126 p. (EAN 9782822239943, présentation en ligne).

### Jeu de société
- 2022 : La boîte à quiz Jeux vidéo avec Benzaie, éditions Marabout

## Autres apparitions
Benzaie est un personnage jouable dans le jeu vidéo Streets of Fury EX, un jeu de beat them all sorti en 2015, sous son personnage du vendeur du Hard Corner[source secondaire souhaitée].
Depuis 2018, il prête ses traits au personnage de Marv dans la bande dessinée Witch Memory, dans laquelle sont aussi présents Frédéric Molas et Sébastien Rassiat de Joueur du Grenier, et Bob Lennon. Il double également son personnage dans les dialogues audio de la BD,[source secondaire souhaitée].
En septembre 2020, il a participé à un sketch des Grigous pour l'émission Groland le Zapoï sur Canal+[source secondaire souhaitée].